# Thaninat Athisaraworameth
Thaninat Athisaraworameth (thailändisch ธนินนัทธ์ อธิศราวเมศร์; * 22. Juni 1996 in Khon Kaen), ehemals Verapat Nilburapha (thailändisch วีรภัทร นิลบูรพา), auch als Ball bekannt, ist ein thailändischer Fußballspieler.

## Karriere
Thaninat Athisaraworameth erlernte das Fußballspielen in der Jugendmannschaft des Erstligisten Bangkok Glass in Pathum Thani. Hier unterschrieb er 2016 auch seinen ersten Profivertrag. Die Rückserie 2016 wurde er an den Chiangmai FC ausgeliehen. Der Club aus Chiangmai spielte in der zweiten Liga, der Thai Premier League Division 1. 2018 verließ er Bangkok Glass und schloss sich dem Erstligisten Bangkok United an. Für Bangkok United absolvierte er bis Ende 2019 zwei Erstligaspiele. 2018 und 2019 spielte er hauptsächlich in der zweiten Mannschaft. Die zweite Mannschaft spielte in der Bangkok-Region der Thai League 4. Hier war er 2018 bester Torschütze mit zehn Toren und 2019 mit acht Toren. 2018 wurde er mit BU Vizemeister der Thai League. Die Saison 2020/21 wurde er an den Ligakonkurrenten PT Prachuap FC nach Prachuap ausgeliehen. Für den Erstligisten absolvierte er sechs spiele in der ersten Liga. Am 1. August 2021 wechselte er ebenfalls auf Leihbasis Erstligaaufsteiger Khon Kaen United FC. Für den Aufsteiger aus Khon Kaen stand er siebenmal in der ersten Liga auf dem Spielfeld. Zur Rückrunde 2021/22 wechselte er ablösefrei zu den ebenfalls in der ersten Liga spielenden Police Tero FC aus. Für Police Tero stand er sechsmal in der ersten Liga auf dem Rasen. Zu Beginn der Saison 2022/23 unterschrieb er Anfang Juli 2022 einen Vertrag beim Erstligaaufsteiger Sukhothai FC. Hier stand er eine Saison unter Vertrag und absolvierte 15 Ligaspiele. Customs United FC, ein Verein aus der zweiten Liga, nahm ihn im August 2023 unter Vertrag. Am Ende der Saison 2023/24 belegte er mit dem Klub den vorletzten Tabellenplatz und musste somit in die dritte Liga absteigen. Nach dem Abstieg verließ er den Verein und schloss sich im Juli 2024 dem Zweitligisten Nakhon Si United FC an.

## Erfolge
Bangkok United
- Thailändischer Vizemeister: 2018